# Jean Obé
Pour les articles homonymes, voir OBE.
Jean Claude Charles Obé, né le 11 octobre 1928 dans le 13e arrondissement de Paris, et mort le 13 avril 2018 dans le 12e arrondissement de Paris, est un acteur français. Il est le père de Flannan Obé.

## Filmographie sélective

### Cinéma
- 1963 : Carambolages de Marcel Bluwal
- 1970 : Le Distrait de Pierre Richard
- 1971 : Mourir d'aimer d'André Cayatte
- 1972 : Tout le monde il est beau, tout le monde il est gentil de Jean Yanne
- 1972 : Moi y'en a vouloir des sous de Jean Yanne
- 1972 : Le Grand Blond avec une chaussure noire d'Yves Robert
- 1972 : Les Malheurs d'Alfred de Pierre Richard
- 1973 : Je sais rien, mais je dirai tout de Pierre Richard : l'évèque, parrain de Pierre
- 1974 : Un nuage entre les dents de Marco Pico
- 1975 : Vous ne l'emporterez pas au paradis de François Dupont-Midi
- 1977 : La Dentellière de Claude Goretta
- 1978 : En l'autre bord de Jérôme Kanapa
- 1979 : I... comme Icare d'Henri Verneuil
- 1980 : Chère inconnue de Moshé Mizrahi
- 1981 : La Provinciale de Claude Goretta
- 2000 : La Vache et le Président de Philippe Muyl

### Télévision
- 1965 : Le Théâtre de la jeunesse : Sans-souci ou Le Chef-d'œuvre de Vaucanson d'Albert Husson, réalisation Jean-Pierre Decourt
- 1965 : Morgane ou Le prétendant d'Alain Boudet
- 1965 : Dom Juan ou le Festin de Pierre de Marcel Bluwal
- 1966 : Rouletabille, feuilleton télévisé, épisode Rouletabille chez le Tsar de Jean-Charles Lagneau
- 1968 : la Double Inconstance de Marivaux, mise en scène et réalisation Marcel Bluwal
- 1968 : En votre âme et conscience, épisode : L'Affaire Beiliss ou Un personnage en plus et en moins de  Jean Bertho
- 1968 : Le Tribunal de l'impossible de Michel Subiela (série télévisée) (épisode Qui hantait le presbytère de Borley ?) d'Alain Boudet
- 1969 : En votre âme et conscience, épisode : L'Affaire Deschamps ou la reconstitution de  Jean Bertho
- 1974 : Valérie, de François Dupont-Midi
- 1976 : Les Cinq Dernières Minutes, épisode Les Petits d'une autre planète de Claude Loursais
- 1977 : Le Passe-muraille de Marcel Aymé, mise en scène et réalisation Pierre Tchernia
- 1977 : Les Folies Offenbach, épisode Le Train des cabots de Michel Boisrond
- 1981 : Julien Fontanes, magistrat - épisode : Le soulier d'or de François Dupont-Midi
- 1981 : Messieurs les jurés, L'Affaire Baron de Boramy Tioulong

## Théâtre
- 1960: Antigone de Sophocle, mise en scène Jean Vilar, TNP Festival d'Avignon
- 1961 : Loin de Rueil de Maurice Jarre et Roger Pillaudin d'après Raymond Queneau, mise en scène Maurice Jarre et Jean Vilar, TNP Théâtre de Chaillot
- 1961 : La Paix d'après Aristophane, mise en scène Jean Vilar, TNP Théâtre de Chaillot
- 1965 : Le Dragon d'Evguéni Schwartz, mise en scène Pierre Debauche, Festival de Nanterre
- 1965 : Les Ennemis de Maxime Gorki, mise en scène Pierre Debauche, Festival de Nanterre
- 1967 : Extra-Muros de Raymond Devos, mise en scène de l'auteur, Théâtre des Variétés
- 1969 : La Grande Enquête de François-Félix Kulpa de Xavier Pommeret, mise en scène Antoine Vitez, Théâtre des Amandiers
- 1970 : La Grande Enquête de François-Félix Kulpa de Xavier Pommeret, mise en scène Antoine Vitez, Maison de la Culture d'Amiens, Théâtre de la Cité internationale
- 1971 : Henri VIII de William Shakespeare, mise en scène Gabriel Garran, Théâtre de la Commune
- 1973 : Martin Luther et Thomas Münzer ou Les Débuts de la comptabilité de Dieter Forte, mise en scène Jo Tréhard et Michel Dubois, Théâtre de l'Est parisien
- 1974 : Le Maître du tambour de Jean Pélégri, mise en scène Alexandre Arcady, Théâtre de Suresnes